# 10,5-cm-Festungsgeschütze

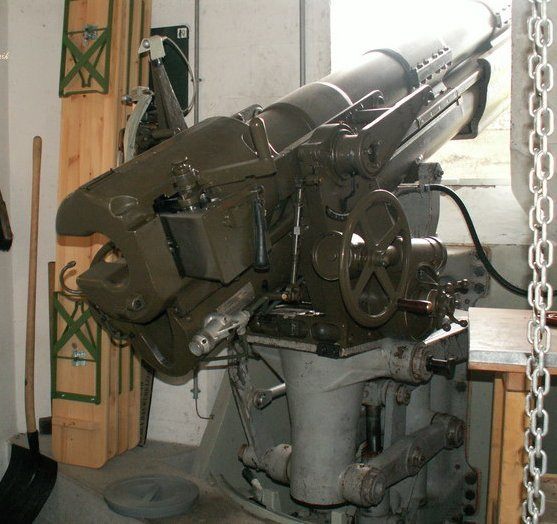
Die 10,5-cm-Kanone mit offenem Verschluss

Die 10,5-cm-Festungsgeschütze der Schweizer Armee wurden in den Schweizer Festungswerken des Zweiten Weltkrieges eingebaut.

## Geschichte
Als besondere Waffe ist hier die 10,5-cm-Turmkanone zu erwähnen, die in einem eigenen Artikel behandelt wird.
Die restlichen aufgeführten Geschütze sind Festungsgeschütze für eine minimale Schartenöffnung (Minimalscharte). Das bedeutet, dass die Öffnung der Scharte gerade gross genug ist, dass das Geschützrohr hindurch passt.
Diese 10,5-cm-Kanonen und Haubitzen wurden meist in Felswerken eingebaut. In Gegenden, in denen keine Felsen vorhanden waren, wurden auch Bunker im Tagebau erstellt. Als markante Beispiele sind die Stellungen in Faulensee und Jaunpass zu nennen.
Nicht alle Festungen wurden vom Beginn an mit den oben genannten Geschützen ausgerüstet. Zum Teil wurden die Festungen mit den Geschützen der Feldartillerie armiert. Das geschah in erster Linie aus dem Mangel an speziellen Bunkerwaffen oder es wurden die damals Mitte der 1940er-Jahre schon älteren 12-cm-Feldhaubitzen eingebaut. Anlagen, die für die Armierung mit Geschützen der Feldartillerie geplant wurden, sind in der Regel noch heute an den eher breiten Stollen zu erkennen, die nötig waren, damit die Geschütze auf den Feldlafetten in die Geschützstände gefahren werden konnten. Alle Feldgeschütze wurden bis zum Ende des Zweiten Weltkrieges durch fest eingebaute Geschütze auf Hebel- oder Ständerlafetten ausgewechselt.
|  |

## Typen
Es handelt sich um Kanonen und Haubitzen folgender Typen:
- 10,5-cm-Kanone L42 auf Ständerlafette
- 10,5-cm-Kanone L42 auf Hebellafette
- 10,5-cm-Panzerabwehrkanone L52 auf Hebellafette
- 10,5-cm-Haubitze L22 auf Hebellafette
- 10,5-cm-Turmkanone

## 10,5-cm-Kanone L42 auf Ständerlafette

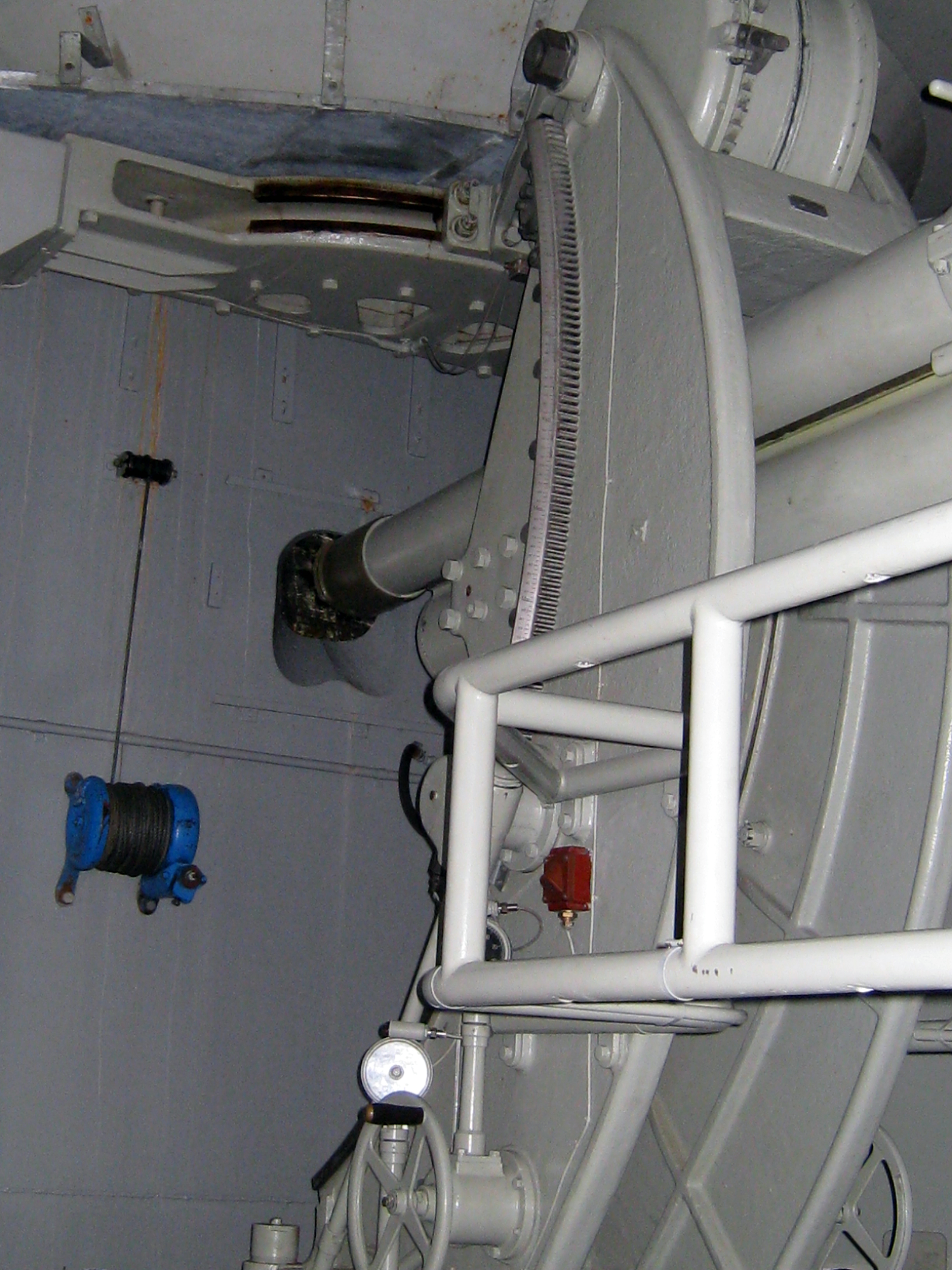
Geschütz Silvia der Festung Crestawald

Die Beschaffung der 10,5-cm-Kanone wurde im Jahr 1934 beschlossen. Die ersten Geschütze wurden von der schwedischen Firma Bofors geliefert. Anschliessend wurden die Geschütze von der K+W in Thun in Lizenz gefertigt. Das Geschütz von Bofors hatte eine Loch-Mündungsbremse, die von der K+W Thun durch eine Zweikammer-Mündungsbremse ersetzt wurde. Die Bezeichnung des Geschützes lautet: 10.5 cm Fest Kan 39 L42.

### Hauptbestandteile
Die Hauptbestandteile des Geschützes sind:
- Rohr mit Bodenstück und Verschluss
- Wiege mit Rücklaufbremse und Vorholer
- Richtaufsatz

### Technische Angaben
- Rohr: Kaliber 10,5 cm
  - Länge (ohne Mündungsbremse) 4410 mm (42 Kaliberlängen)
  - Drall, rechtsgängig, konstant
- Verschluss: Horizontalkeilverschluss
- Rücklaufbremse: hydraulisch
- Vorholer: hydro-pneumatisch
- Rücklauf: veränderlich, maximal zulässig 850 mm
- Parallelhebellafette:
  - Seitenrichtfeld: ±533 Artilleriepromille
  - Höhenrichtfeld: −17 bis 787 Radiuspromille

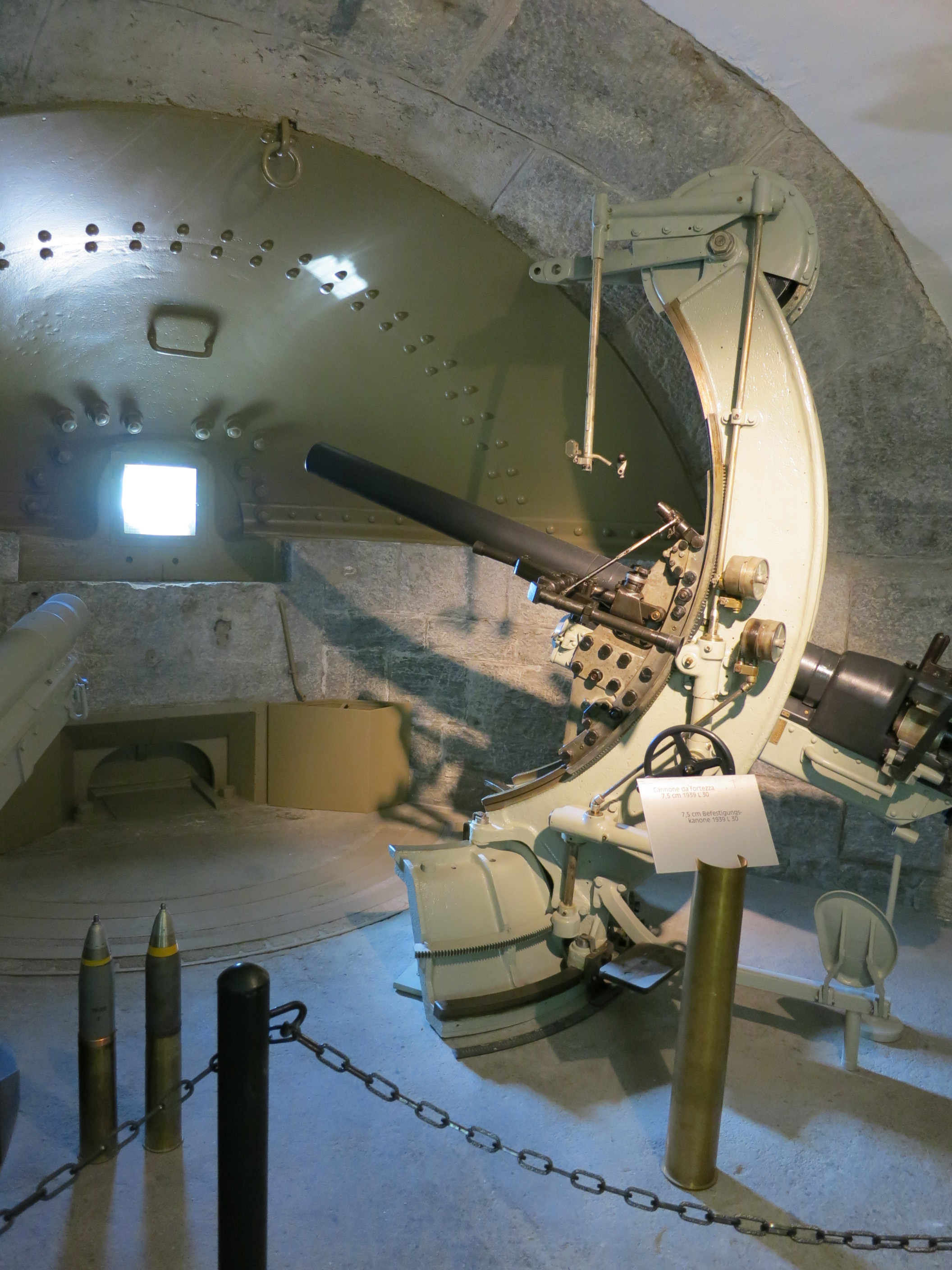
Demontierte Ständerlafette mit 7.5 cm Befestigungskanone

### Ständerlafette
Bei der Ständerlafette befindet sich der grösste Teil des Rohres im Bunker. Nur der vordere Teil ragt aus der Schartenöffnung ins Freie. Dies hat den Vorteil, dass das Geschützrohr vor äusseren Einflüssen gut geschützt ist. Ein Nachteil dieses Systems ist, dass der Verschluss bei kleiner Elevation ohne Hilfsmittel für den Lader nicht oder kaum mehr zu erreichen ist.
Die Lafette besteht aus Grundplatte und Ständer. Der Ständer wird auf den kreisförmigen Kulissen der Grundplatte geführt. Die Zentren der kreisförmigen Führungswagen von Grundplatte und Ständer sind so angeordnet, dass der fiktive Drehpunkt des Rohres in der Austrittsöffnung der Panzerplatte liegt. Am oberen Ende wird der Ständer durch eine Zuggabel mittels einer Katze im kreisförmigen Segment der Verschalung geführt. Um die Reibung zu vermindern, rollt der Ständer auf einstellbaren federabgestützten Kugellagern auf den Wangen der Grundplatte.

#### Richtgetriebe
Es sind zwei Richtgetriebe beidseits am Ständer befestigt.
- Seitenrichtgetriebe
- Höhenrichtgetriebe

#### Ladebühne
Die Ladebühne dient zur Erleichterung des Ladens bei kleinen Elevationen. Bei kleinen Rohrneigungen liegt das Bodenstück mit Verschluss in vom Boden nicht bedienbarer Höhe. Der Ladebühnenrahmen ist an der Decke auf Laufschienen aufgehängt und mit dem Ständer durch ein Geländer fest verbunden. Bei einer Distanz / Elevation von über 1600 Artilleriepromille werden die beiden Podeste aufgeklappt und das Geschütz vom Boden aus bedient.

## 10,5-cm-Kanone L42 auf Hebellafette
Die Beschaffung der 10,5-cm-Kanone wurde im Jahr 1934 beschlossen. Die ersten Geschütze wurden von der schwedischen Firma Bofors geliefert. Anschliessend wurden die Geschütze von der K+W in Thun in Lizenz gefertigt. Das Geschütz von Bofors hatte eine Loch-Mündungsbremse, die von der K+W Thun durch eine Zweikammer-Mündungsbremse ersetzt wurde. Die Bezeichnung des Geschützes lautet: 10.5 cm Fest Kan 35 L42.

### Hauptbestandteile
Die Hauptbestandteile des Geschützes sind:
- Rohr mit Bodenstück und Verschluss
- Wiege mit Rücklaufbremse und Vorholer
- Richtaufsatz

### Technische Angaben
- Rohr: Kaliber 10,5 cm
  - Länge (ohne Mündungsbremse) 4410 mm (42 Kaliberlängen)
  - Drall, rechtsgängig, konstant
- Verschluss: Horizontalkeilverschluss
- Rücklaufbremse: hydraulisch
- Vorholer: hydro-pneumatisch
- Rücklauf: veränderlich, maximal zulässig 1500 mm
- Parallelhebellafette:
  - Seitenrichtfeld: ±550 Artilleriepromille
  - Höhenrichtfeld: 0 bis 787 Radiuspromille

### Hebellafette
Bei der Hebellafette ragt der grösste Teil des Rohres aus der Scharte heraus. Dies hat den Nachteil, dass das Rohr sehr exponiert ist. Der grosse Vorteil dieser Anordnung besteht jedoch darin, dass der Verschluss bei jeder Elevation vom Lader ohne besondere Hilfsmittel bequem erreicht werden kann.
Die Hebellafette ermöglicht die Verwendung der 10,5-cm-Kanone 35 als fest eingebautes Festungsgeschütz. Die parallele Hebelführung der Lafette verlegt den Drehpunkt des Rohres in die Ausschussscharte des Geschützstandes. Dadurch kann die Öffnung der Scharte relativ klein gehalten werden. Die Verschalung ist mit dem Boden fest verschraubt. Das mit der Verschalung durch Schrauben verbundene Pivotlager trägt den Pivot. Dieser dient einerseits als vertikale Geschützachse und andererseits als Träger der Parallelhebelführung.

#### Ausgleicher
Der Ausgleicher, der mit zwei Trägern am Pivot befestigt ist, hat zwei Aufgaben zu erfüllen:
- er entlastet das mittels des Höhenrichtrades zu hebende Gewicht
- er wirkt als Aufschlagbremse, indem die durch ein Ventil gesteuerte Bremsflüssigkeit im Ausgleicher den beim Schuss entstehenden Stoss nach unten aufnimmt.

#### Richtgetriebe
Die Richtvorrichtung ist links am Geschütz befestigt.
Die Seitenskala ist am Boden mittels eines Nonius markiert. Sollte die Seitenrichtskala am Boden nicht mehr zu gebrauchen sein, so kann durch das Anbringen des Panoramafernrohres auf eine an der Wand hinter dem Geschütz fest angebrachte Markierung visiert werden.
|  |  |

## 10,5-cm-Panzerabwehrkanone L52 auf Hebellafette
Die 10,5-cm-Panzerabwehrkanone L52 war ein Festungsgeschütz, das einerseits zur Bekämpfung von gepanzerten Zielen wie Panzern und andererseits als „normales“ Artilleriegeschütz eingesetzt wurde. Die Festungstruppen hatten sechs dieser Geschütze im Bestand. Vier Geschütze waren in der Festung Tschingel und zwei in der Festung Cindey verbaut.
Beim Einsatz auf gepanzerte Ziele wurde der Direktschuss angewendet. Visiert wurde mittels einer Panoramatafel, auf der das Gelände abgebildet war. Dafür wurde vom Schiesskommandanten die Koordinate mit Hilfe einer Matrix an das Geschütz übermittelt, oder die Geschützmannschaft visierte das Objekt eigenständig mit dem Höhen- und Seitenrichtrohr an und nahm es unter Beschuss.
Für das Schiessen als „normales“ Artilleriegeschütz wurde die Technik des Rückwärtszielpunktes angewendet. Hier wurden die Schiesselemente von der Feuerleitstelle errechnet und via Telefon als Azimut (Seite) und Elevation (Höhe) an das Geschütz übermittelt.
|  |  |

### Hauptbestandteile
- Rohr mit Bodenstück und Verschluss
- Wiege mit Rücklaufbremse und Vorholer
- Lafette
- Richtvorrichtung
- Elektrische Signalanlage

### Technische Angaben
- Rohr: Kaliber 10,5 cm (Rohrlänge L52; 52 × 10,5 cm = 5,46 m) Drall: rechtsgängig, konstant
- Verschluss: Horizontalkeilverschluss
- Rücklaufbremse: Flüssigkeitsbremse
- Vorholer: Federvorholer
- Rücklauf: Länge konstant, maximal zulässig bis 300 mm
- Lafette: Parallelhebellafette für Minimalschartenöffnung

### Richtfeld
- Seitenrichtfeld 1324 Artilleriepromille
- Höhenrichtfeld 909 Radiuspromille

### Die Richtvorrichtung
- Seitenrichtfernrohr
- Höhenrichtfernrohr

### Die automatische Ladevorrichtung
Die automatische Ladevorrichtung diente zum Ansetzen der Geschosse in jeder Elevation.

#### Bestandteile
- Druckluftanlage
  - Zwillings-Kompressorgruppe
  - Druckkessel
  - Speicherkessel
  - Pressluftflasche (als Druckreserve)
  - Haupt- und Steuerschalter
  - Leitungssystem mit verschiedenen Druckreduzierventilen;
- Ladevorrichtung
  - Laderohr
  - Rohrparallele Zylinder mit Kolben und Stange
  - Ladehebel mit Steuerkurve

### Funktionsweise
In der Regel waren zwei Geschütze an einer Druckluftanlage angeschlossen. Pro Geschütz war ein Druckkessel vorhanden. Die Druckluft wurde zum Einblasen der Granate in das Rohr verwendet. Nach dem Schuss wurde mit der Druckluft das Rohr ausgeblasen. Dies verhinderte, dass im Geschützraum eine zu hohe Konzentration von giftigen CO-Gasen entstand.
Bei Ausfall der Kompressoranlage wurde die Pressluft aus Pressluftflaschen bezogen. Diese wurden mittels Metallschläuchen an die Geschützleitung angeschlossen. Die Pressluft aus den Flaschen wurde jedoch nur für das Ausblasen des Rohres nach dem Verschiessen der Granaten verwendet.
Zum Laden der Panzergranaten kann die Ladevorrichtung nicht benutzt werden.

## 10,5-cm-Haubitze L22 auf Hebellafette

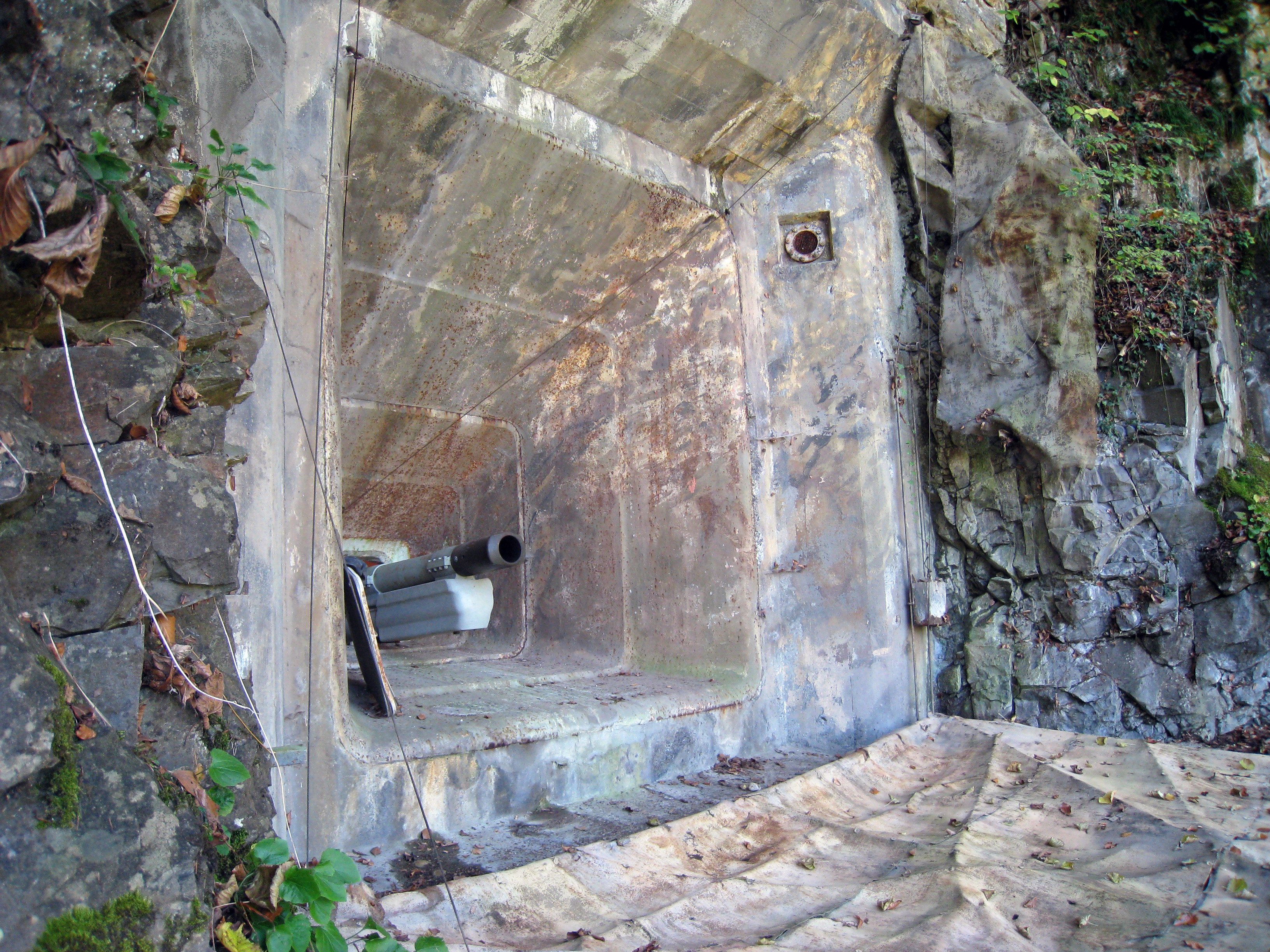
Haubitze Festung Niederberg

Die 10,5-cm-Haubitze L22 auf Hebellafette ist eine fest eingebaute Haubitze Modell 42 oder 46.

### Hauptbestandteile
- Rohr mit Bodenstück und Verschluss
- Wiege mit Rücklaufbremse und Vorhohler
- Lafette mit Gabellafette
- Richtvorrichtung

### Technische Angaben
- Rohr: Kaliber 10,5 cm;
  - Länge (mit Bodenstück) 2310 mm;
  - Drall: rechtsgängig konstant
- Verschluss: Horizontalkeilverschluss
- Rücklaufbremse: hydraulisch
- Vorhohler: hydropneumatisch
- Rücklauf: veränderlich, maximal zulässig bis 1200 mm
- Lafette: Parallelhebellafette für Minimalschartenöffnung

### Richtfeld
- Seitenrichtfeld 500 Artilleriepromille
- Höhenrichtfeld −80 bis +750 Radiuspromille

### Lafette
Die Hebellafette entspricht derjenigen der 10,5-cm-Kanone L 42.

## 10,5-cm-Turmkanone
Die 10,5-cm-Turmkanone L52 ist eine in einen Panzerturm fest eingebaute 10,5-cm-Kanone 39 der Schweizer Armee.